# Venezuela i olympiska sommarspelen 2008
Venezuela i olympiska sommarspelen 2008 bestod av 109 idrottare som blivit uttagna av Venezuelas olympiska kommitté. Landet tog en bronsmedalj.

## Medaljör
| Medalj | Namn            | Sport     | Gren            | Datum           |
| ------ | --------------- | --------- | --------------- | --------------- |
| Brons  | Dalia Contreras | Taekwondo | Damernas -49 kg | 20 augusti 2008 |

## Bordtennis
- Huvudartikel: Bordtennis vid olympiska sommarspelen 2008

Damer
| Idrottare     | Gren   | Grundomgång          | Omgång 1             | Omgång 2             | Omgång 3             | Omgång 4             | Kvartsfinal          | Semifinal            | Final                |
| Idrottare     | Gren   | Motståndare Resultat | Motståndare Resultat | Motståndare Resultat | Motståndare Resultat | Motståndare Resultat | Motståndare Resultat | Motståndare Resultat | Motståndare Resultat |
| ------------- | ------ | -------------------- | -------------------- | -------------------- | -------------------- | -------------------- | -------------------- | -------------------- | -------------------- |
| Fabiola Ramos | Singel | Long (CAN) W 4 - 1   | Kim (PRK) L 0 - 4    | Gick inte vidare     | Gick inte vidare     | Gick inte vidare     | Gick inte vidare     | Gick inte vidare     | Gick inte vidare     |

## Boxning
- Huvudartikel: Boxning vid olympiska sommarspelen 2008

| Eduard Bermudez   | Lätt flugvikt   | Zou (CHN) L 2-11    | Gick inte vidare      | Gick inte vidare        | Gick inte vidare | Gick inte vidare |                  |                  |
| Héctor Manzanilla | Bantamvikt      | Samir (GHA) W 13-10 | Han (KOR) W 17-6      | Julie (MRI) L 9- 13     | Gick inte vidare | Gick inte vidare | Gick inte vidare | Gick inte vidare |
| Jhonny Sanchez    | Lätt weltervikt | BYE                 | Sapiyev (KAZ) L 3- 22 | Gick inte vidare        | Gick inte vidare | Gick inte vidare |                  |                  |
| Alfonso Blanco    | Medelvikt       | BYE                 | Núñez (DOM) W 18-7    | Sutherland (IRL) L 1-11 | Gick inte vidare | Gick inte vidare |                  |                  |
| Luis González     | Lätt tungvikt   | BYE                 | Szellő (HUN) L RSC    | Gick inte vidare        | Gick inte vidare | Gick inte vidare |                  |                  |
| José Payares      | Supertungvikt   | N/A                 | Ouatah (ALG) L 5-7    | Gick inte vidare        | Gick inte vidare | Gick inte vidare |                  |                  |

## Brottning
- Huvudartikel: Brottning vid olympiska sommarspelen 2008

Herrar
| Idrottare    | Klass             | Kvalomgång           | Åttondelsfinal        | Kvartsfinal               | Semifinal                 | Final                     | Bronsomgång Runda 1   | Bronsomgång Runda 2  | Brongsmedalj- kamp   |
| Idrottare    | Klass             | Motståndare Resultat | Motståndare Resultat  | Motståndare Resultat      | Motståndare Resultat      | Motståndare Resultat      | Motståndare Resultat  | Motståndare Resultat | Motståndare Resultat |
| ------------ | ----------------- | -------------------- | --------------------- | ------------------------- | ------------------------- | ------------------------- | --------------------- | -------------------- | -------------------- |
| Luis Vivenez | Fristil, tungvikt |                      | Tigiyev (KAZ) L 0 - 2 | Vidare till bronsomgång 2 | Vidare till bronsomgång 2 | Vidare till bronsomgång 2 | Batista (CUB) L 0 - 2 |                      |                      |

Damer
| Idrottare               | Klass             | Kvalomgång            | Åttondelsfinal          | Kvartsfinal          | Semifinal            | Final                | Bronsomgång Runda 1  | Bronsomgång Runda 2  | Brongsmedalj- kamp   |
| Idrottare               | Klass             | Motståndare Resultat  | Motståndare Resultat    | Motståndare Resultat | Motståndare Resultat | Motståndare Resultat | Motståndare Resultat | Motståndare Resultat | Motståndare Resultat |
| ----------------------- | ----------------- | --------------------- | ----------------------- | -------------------- | -------------------- | -------------------- | -------------------- | -------------------- | -------------------- |
| Mayelis Caripa Castillo | Fristil, flugvikt |                       | Boubryemm (FRA) L 0 - 2 | Gick inte vidare     | Gick inte vidare     | Gick inte vidare     | Gick inte vidare     | Gick inte vidare     | Gick inte vidare     |
| Marcia Andrade Mendoza  | Fristil, lättvikt | Cristea (MDA) L 0 - 2 | Gick inte vidare        | Gick inte vidare     | Gick inte vidare     | Gick inte vidare     | Gick inte vidare     | Gick inte vidare     | Gick inte vidare     |

## Bågskytte
- Huvudartikel: Bågskytte vid olympiska sommarspelen 2008
- Damer

| Namn         | Gren         | Rankingrunda | Rankingrunda | 32-delsfinal           | 16-delsfinal                   | 8-delsfinal      | Kvartsfinal      | Semifinal        | Final            | Final            |
| Namn         | Gren         | Poäng        | Seed         | Resultat               | Resultat                       | Resultat         | Resultat         | Resultat         | Resultat         | Plats            |
| ------------ | ------------ | ------------ | ------------ | ---------------------- | ------------------------------ | ---------------- | ---------------- | ---------------- | ---------------- | ---------------- |
| Leydis Brito | Individuellt | 628          | 36           | Wu (TPE) (29) W 104-98 | Narimanidze (GEO) (4) L 98-111 | Gick inte vidare | Gick inte vidare | Gick inte vidare | Gick inte vidare | Gick inte vidare |

## Cykling
- Huvudartikel: Cykling vid olympiska sommarspelen 2008

### BMX
| Cyklist         | Gren        | Seedning | Seedning  | Kvartsfinal | Kvartsfinal | Semifinal        | Semifinal        | Final            | Final            |
| Cyklist         | Gren        | Tid      | Placering | Poäng       | Placering   | Poäng            | Placering        | Poäng            | Placering        |
| --------------- | ----------- | -------- | --------- | ----------- | ----------- | ---------------- | ---------------- | ---------------- | ---------------- |
| Jonathan Suárez | BMX, herrar | 36.325   | 8         | 17          | 5           | Gick inte vidare | Gick inte vidare | Gick inte vidare | Gick inte vidare |

### Landsväg
Herrar
| Cyklist           | Gren      | Tid             | Placering |
| ----------------- | --------- | --------------- | --------- |
| Jackson Rodríguez | Linjelopp | 6:26:17 (+2:28) | 30        |

Damer
| Cyklist         | Gren      | Tid              | Placering |
| --------------- | --------- | ---------------- | --------- |
| Danielys García | Linjelopp | 3:43:25 (+11:01) | 54        |
| Angie González  | Linjelopp | 3:43:25 (+11:01) | 57        |

## Friidrott
- Huvudartikel: Friidrott vid olympiska sommarspelen 2008

Förkortningar
- Noteringar – Placeringarna avser endast löparens eget heat
- Q = Kvalificerad till nästa omgång
- q = Kvalificerade sig till nästa omgång som den snabbaste idrottaren eller, i fältgrenarna, via placering utan att uppnå kvalgränsen.
- NR = Nationellt rekord
- N/A = Omgången ingick inte i grenen
- Bye = Idrottaren behövde inte delta i denna omgång

Herrar
Bana och landsväg
| Idrottare         | Gren    | Heat     | Heat      | Kvartsfinal      | Kvartsfinal      | Semifinal        | Semifinal        | Final            | Final            |
| Idrottare         | Gren    | Resultat | Placering | Resultat         | Placering        | Resultat         | Placering        | Resultat         | Placering        |
| ----------------- | ------- | -------- | --------- | ---------------- | ---------------- | ---------------- | ---------------- | ---------------- | ---------------- |
| José Acevedo      | 200 m   | 21.06    | 5         | Gick inte vidare | Gick inte vidare | Gick inte vidare | Gick inte vidare | Gick inte vidare | Gick inte vidare |
| Luis Fonseca      | Maraton | i.u.     | i.u.      | i.u.             | i.u.             | i.u.             | i.u.             | DNF              | DNF              |
| Edward Villanueva | 800 m   | 1:47.64  | 6         | i.u.             | i.u.             | Gick inte vidare | Gick inte vidare | Gick inte vidare | Gick inte vidare |

Damer
Fältgrenar
| Idrottare      | Gren          | Kval  | Kval      | Final            | Final            |
| Idrottare      | Gren          | Längd | Placering | Längd            | Placering        |
| -------------- | ------------- | ----- | --------- | ---------------- | ---------------- |
| María González | Spjutkastning | 50.51 | 48        | Gick inte vidare | Gick inte vidare |

## Fäktning
- Huvudartikel: Fäktning vid olympiska sommarspelen 2008

Herrar
| Idrottare                                                        | Gren                | Omgång 1                 | Sextondelsfinal         | Åttondelsfinal      | Kvartsfinal       | Semifinal                                 | Final / BM                     | Final / BM       |
| Idrottare                                                        | Gren                | Motståndare Poäng        | Motståndare Poäng       | Motståndare Poäng   | Motståndare Poäng | Motståndare Poäng                         | Motståndare Poäng              | Placering        |
| ---------------------------------------------------------------- | ------------------- | ------------------------ | ----------------------- | ------------------- | ----------------- | ----------------------------------------- | ------------------------------ | ---------------- |
| Silvio Fernández                                                 | Värja, individuellt | BYE                      | Inostroza (CHI) W 15–11 | Boczko (HUN) L 9–15 | Gick inte vidare  | Gick inte vidare                          | Gick inte vidare               | Gick inte vidare |
| Rubén Limardo                                                    | Värja, individuellt | BYE                      | Tjumak (UKR) L 13–15    | Gick inte vidare    | Gick inte vidare  | Gick inte vidare                          | Gick inte vidare               | Gick inte vidare |
| Wolfgang Mejías                                                  | Värja, individuellt | Torkildsen (NOR) L 11–12 | Gick inte vidare        | Gick inte vidare    | Gick inte vidare  | Gick inte vidare                          | Gick inte vidare               | Gick inte vidare |
| Silvio Fernández Francesco Limardo Rubén Limardo Wolfgang Mejías | Värja, lag          | i.u.                     | i.u.                    | BYE                 | Frankrike L 33–45 | Klassificeringssemifinal Sydkorea W 45–38 | 5:e plats-final Ungern L 25–40 | 6                |
| Carlos Bravo                                                     | Sabel, individuellt | Koniusz (POL) L 10–15    | Gick inte vidare        | Gick inte vidare    | Gick inte vidare  | Gick inte vidare                          | Gick inte vidare               | Gick inte vidare |

Damer
| Idrottare         | Gren                  | Omgång 1          | Sextondelsfinal       | Åttondelsfinal    | Kvartsfinal       | Semifinal         | Final / BM        | Final / BM       |
| Idrottare         | Gren                  | Motståndare Poäng | Motståndare Poäng     | Motståndare Poäng | Motståndare Poäng | Motståndare Poäng | Motståndare Poäng | Placering        |
| ----------------- | --------------------- | ----------------- | --------------------- | ----------------- | ----------------- | ----------------- | ----------------- | ---------------- |
| María Martínez    | Värja, individuellt   | i.u.              | Lamon (SUI) L 9–15    | Gick inte vidare  | Gick inte vidare  | Gick inte vidare  | Gick inte vidare  | Gick inte vidare |
| Mariana González  | Florett, individuellt | BYE               | Varga (HUN) L 2–15    | Gick inte vidare  | Gick inte vidare  | Gick inte vidare  | Gick inte vidare  | Gick inte vidare |
| Alejandra Benitez | Sabel, individuellt   | BYE               | Jóźwiak (POL) L 11–15 | Gick inte vidare  | Gick inte vidare  | Gick inte vidare  | Gick inte vidare  | Gick inte vidare |

## Gymnastik
- Huvudartikel: Gymnastik vid olympiska sommarspelen 2008

### Artistisk gymnastik
Herrar
| Gymnast           | Gren      | Kval    | Kval    | Kval    | Kval    | Kval    | Kval    | Kval   | Kval      | Final   | Final   | Final   | Final   | Final   | Final   | Final  | Final     |
| Gymnast           | Gren      | Redskap | Redskap | Redskap | Redskap | Redskap | Redskap | Totalt | Placering | Redskap | Redskap | Redskap | Redskap | Redskap | Redskap | Totalt | Placering |
| Gymnast           | Gren      | F       | PH      | R       | V       | PB      | HB      | Totalt | Placering | F       | PH      | R       | V       | PB      | HB      | Totalt | Placering |
| ----------------- | --------- | ------- | ------- | ------- | ------- | ------- | ------- | ------ | --------- | ------- | ------- | ------- | ------- | ------- | ------- | ------ | --------- |
| José Luis Fuentes | Mångkamp  | 14.150  | 15.525  | 14.850  | 15.675  | 15.375  | 14.750  | 90.325 | 15 Q      | 14.175  | 13.650  | 13.900  | 15.250  | 15.175  | 14.150  | 86.300 | 22        |
| José Luis Fuentes | Bygelhäst | i.u.    | 15.525  | i.u.    | i.u.    | i.u.    | i.u.    | 15.525 | 2 Q       | i.u.    | 14.650  | i.u.    | i.u.    | i.u.    | i.u.    | 14.650 | 8         |

Damer
| Gymnast       | Gren     | Kval    | Kval    | Kval    | Kval    | Kval   | Kval      | Final            | Final            | Final            | Final            | Final            | Final            |
| Gymnast       | Gren     | Redskap | Redskap | Redskap | Redskap | Totalt | Placering | Redskap          | Redskap          | Redskap          | Redskap          | Totalt           | Placering        |
| Gymnast       | Gren     | F       | V       | UB      | BB      | Totalt | Placering | F                | V                | UB               | BB               | Totalt           | Placering        |
| ------------- | -------- | ------- | ------- | ------- | ------- | ------ | --------- | ---------------- | ---------------- | ---------------- | ---------------- | ---------------- | ---------------- |
| Jessica López | Mångkamp | 13.450  | 13.800  | 14.375  | 14.050  | 56.175 | 43        | Gick inte vidare | Gick inte vidare | Gick inte vidare | Gick inte vidare | Gick inte vidare | Gick inte vidare |

## Judo
Herrar
| Idrottare       | Gren                    | Inledande omgång       | Sextondelsfinal            | Åttondelsfinal                    | Kvartsfinal              | Semifinal            | Återkval 1           | Återkval 2             | Återkval 3           | Final / BM           | Final / BM       |
| Idrottare       | Gren                    | Motståndare Resultat   | Motståndare Resultat       | Motståndare Resultat              | Motståndare Resultat     | Motståndare Resultat | Motståndare Resultat | Motståndare Resultat   | Motståndare Resultat | Motståndare Resultat | Placering        |
| --------------- | ----------------------- | ---------------------- | -------------------------- | --------------------------------- | ------------------------ | -------------------- | -------------------- | ---------------------- | -------------------- | -------------------- | ---------------- |
| Javier Guédez   | Extra lättvikt (-60 kg) | BYE                    | Techov (LTU) W 1000–0000   | Williams-Murray (USA) W 1000–0000 | Houkes (NED) L 0001–0010 | Gick inte vidare     | BYE                  | Will (CAN) L 0000–1000 | Gick inte vidare     | Gick inte vidare     | Gick inte vidare |
| Ludwig Ortíz    | Halv lättvikt (-66 kg)  | Dias (POR) L 0001–0010 | Gick inte vidare           | Gick inte vidare                  | Gick inte vidare         | Gick inte vidare     | Gick inte vidare     | Gick inte vidare       | Gick inte vidare     | Gick inte vidare     | Gick inte vidare |
| Richard Leon    | Lättvikt (-73 kg)       | i.u.                   | Si Rg (CHN) L 0000–0001    | Gick inte vidare                  | Gick inte vidare         | Gick inte vidare     | Gick inte vidare     | Gick inte vidare       | Gick inte vidare     | Gick inte vidare     | Gick inte vidare |
| José Camacho    | Mellanvikt (-90 kg)     | i.u.                   | Grekov (UKR) W 1000–0000   | Santos (BRA) L 0000–1000          | Gick inte vidare         | Gick inte vidare     | Gick inte vidare     | Gick inte vidare       | Gick inte vidare     | Gick inte vidare     | Gick inte vidare |
| Albenis Rosales | Halv tungvikt (-100 kg) | i.u.                   | Jang S-H (KOR) L 0001–1010 | Gick inte vidare                  | Gick inte vidare         | Gick inte vidare     | Gick inte vidare     | Gick inte vidare       | Gick inte vidare     | Gick inte vidare     | Gick inte vidare |

Damer
| Idrottare      | Gren                     | Sextondelsfinal          | Åttondelsfinal             | Kvartsfinal          | Semifinal            | Återkval 1               | Återkval 2                 | Återkval 3              | Final / BM           | Final / BM       |
| Idrottare      | Gren                     | Motståndare Resultat     | Motståndare Resultat       | Motståndare Resultat | Motståndare Resultat | Motståndare Resultat     | Motståndare Resultat       | Motståndare Resultat    | Motståndare Resultat | Placering        |
| -------------- | ------------------------ | ------------------------ | -------------------------- | -------------------- | -------------------- | ------------------------ | -------------------------- | ----------------------- | -------------------- | ---------------- |
| Flor Velázquez | Halv lättvikt (-52 kg)   | An K-A (PRK) L 0001–1000 | Gick inte vidare           | Gick inte vidare     | Gick inte vidare     | Mestre (CUB) W 0001–0000 | Kaliyeva (KAZ) L 0000–0010 | Gick inte vidare        | Gick inte vidare     | Gick inte vidare |
| Ysis Barreto   | Halv mellanvikt (-63 kg) | Hane (SEN) W 1012–0000   | Tanimoto (JPN) L 0000–1000 | Gick inte vidare     | Gick inte vidare     | BYE                      | Kong J-Y (KOR) W 1001–0100 | Heill (AUT) L 0001–0030 | Gick inte vidare     | Gick inte vidare |

## Kanotsport
Sprint
| Kanotist                              | Gren                | Heat     | Heat      | Semifinal | Semifinal | Final            | Final            |
| Kanotist                              | Gren                | Tid      | Placering | Tid       | Placering | Tid              | Placering        |
| ------------------------------------- | ------------------- | -------- | --------- | --------- | --------- | ---------------- | ---------------- |
| José Giovanni Ramos Gabriel Rodríguez | Herrarnas K-2 500 m | 1:34.220 | 8 QS      | 1:37.285  | 9         | Gick inte vidare | Gick inte vidare |
| Zulmarys Sánchez                      | Damernas K-1 500 m  | 1:57.728 | 7 QS      | 2:02.764  | 9         | Gick inte vidare | Gick inte vidare |

## Ridsport

### Hoppning
| Ryttare       | Häst    | Gren                 | Kval     | Kval      | Kval     | Kval     | Kval      | Kval     | Kval     | Kval      | Final            | Final            | Final            | Final            | Final            | Totalt | Totalt    |
| Ryttare       | Häst    | Gren                 | Omgång 1 | Omgång 1  | Omgång 2 | Omgång 2 | Omgång 2  | Omgång 3 | Omgång 3 | Omgång 3  | Omgång A         | Omgång A         | Omgång B         | Omgång B         | Omgång B         | Totalt | Totalt    |
| Ryttare       | Häst    | Gren                 | Straff   | Placering | Straff   | Totalt   | Placering | Straff   | Totalt   | Placering | Straff           | Placering        | Straff           | Totalt           | Placering        | Straff | Placering |
| ------------- | ------- | -------------------- | -------- | --------- | -------- | -------- | --------- | -------- | -------- | --------- | ---------------- | ---------------- | ---------------- | ---------------- | ---------------- | ------ | --------- |
| Pablo Barrios | Sinatra | Individuell hoppning | 9        | =52       | 14       | 23       | 50 Q      | 20       | 43       | =44       | Gick inte vidare | Gick inte vidare | Gick inte vidare | Gick inte vidare | Gick inte vidare | 43     | =44       |

## Rodd
Herrar
| Idrottare       | Gren          | Heat    | Heat      | Kvartsfinal | Kvartsfinal | Semifinal | Semifinal | Final   | Final     | Final |
| Idrottare       | Gren          | Tid     | Placering | Tid         | Placering   | Tid       | Placering | Tid     | Placering |       |
| --------------- | ------------- | ------- | --------- | ----------- | ----------- | --------- | --------- | ------- | --------- | ----- |
| Dhiso Hernández | Singelsculler | 7:54,52 | 5 SE/F    | BYE         | BYE         | 7:18,85   | 1 FE      | 7:05,12 | 27        |       |

## Segling
Herrar
| Seglare          | Gren  | Lopp | Lopp | Lopp | Lopp | Lopp | Lopp | Lopp | Lopp | Lopp | Lopp | Lopp | Summerad poäng | Finalplacering |
| Seglare          | Gren  | 1    | 2    | 3    | 4    | 5    | 6    | 7    | 8    | 9    | 10   | M*   | Summerad poäng | Finalplacering |
| ---------------- | ----- | ---- | ---- | ---- | ---- | ---- | ---- | ---- | ---- | ---- | ---- | ---- | -------------- | -------------- |
| Carlos Flores    | RS:X  | 32   | 33   | 33   | 35   | 21   | 22   | 27   | 28   | 22   | 14   | EL   | 232            | 29             |
| José Miguel Ruiz | Laser | 39   | 40   | 23   | 29   | 40   | 29   | 33   | 32   | 24   | CAN  | EL   | 249            | 39             |

M = Medaljlopp; EL = Eliminerad – gick inte vidare till medaljloppet;
Öppen
| Seglare       | Gren      | Lopp | Lopp | Lopp | Lopp | Lopp | Lopp | Lopp | Lopp | Lopp | Lopp | Lopp | Summerad poäng | Finalplacering |
| Seglare       | Gren      | 1    | 2    | 3    | 4    | 5    | 6    | 7    | 8    | 9    | 10   | M*   | Summerad poäng | Finalplacering |
| ------------- | --------- | ---- | ---- | ---- | ---- | ---- | ---- | ---- | ---- | ---- | ---- | ---- | -------------- | -------------- |
| Johnny Bilbao | Finnjolle | 26   | 12   | 25   | 23   | 26   | 25   | 20   | 18   | CAN  | CAN  | EL   | 175            | 26             |

M = Medaljlopp; EL = Eliminerad – gick inte vidare till medaljloppet;

## Simning
- Huvudartikel: Simning vid olympiska sommarspelen 2008

## Simhopp
Herrar
| Idrottare    | Gren | Kval   | Kval      | Semifinal        | Semifinal        | Final            | Final            |
| Idrottare    | Gren | Poäng  | Placering | Poäng            | Placering        | Poäng            | Placering        |
| ------------ | ---- | ------ | --------- | ---------------- | ---------------- | ---------------- | ---------------- |
| Ramón Fumadó | 3 m  | 419,05 | 21        | Gick inte vidare | Gick inte vidare | Gick inte vidare | Gick inte vidare |

## Skytte
- Huvudartikel: Skytte vid olympiska sommarspelen 2008

## Softboll
De bästa fyra lagen gick vidare till semifinalen.
Alla tider är kinesisk tid (UTC+8)
| Lag              | Vinster | Förluster | RS | RA | WIN%  | GB | Tiebreaker      |
| ---------------- | ------- | --------- | -- | -- | ----- | -- | --------------- |
| USA              | 7       | 0         | 53 | 1  | 1,000 | -  | -               |
| Japan            | 6       | 1         | 23 | 13 | ,857  | 1  | -               |
| Australien       | 5       | 2         | 30 | 11 | ,714  | 2  | -               |
| Kanada           | 3       | 4         | 17 | 23 | ,429  | 4  | -               |
| Kinesiska Taipei | 2       | 5         | 10 | 23 | ,286  | 5  | 2-0 mot CHN/VEN |
| Kina             | 2       | 5         | 19 | 21 | ,286  | 5  | 1-1 mot TPE/VEN |
| Venezuela        | 2       | 5         | 15 | 35 | ,286  | 5  | 0-2 mot CHN/TPE |
| Nederländerna    | 1       | 6         | 8  | 48 | ,143  | 6  | -               |

## Taekwondo
| Idrottare       | Gren             | Åttondelsfinaler     | Kvartsfinaler        | Semifinaer               | Återkval             | Bronsmatch           | Final                | Final            |
| Idrottare       | Gren             | Motståndare Resultat | Motståndare Resultat | Motståndare Resultat     | Motståndare Resultat | Motståndare Resultat | Motståndare Resultat | Placering        |
| --------------- | ---------------- | -------------------- | -------------------- | ------------------------ | -------------------- | -------------------- | -------------------- | ---------------- |
| Carlos Vásquez  | Herrarnas −80 kg | Baguissi (GAB) W 5–0 | Cook (GBR) L 2–5     | Gick inte vidare         | Gick inte vidare     | Gick inte vidare     | Gick inte vidare     | Gick inte vidare |
| Juan Díaz       | Herrarnas +80 kg | Zrouri (MAR) L KO    | Gick inte vidare     | Gick inte vidare         | Gick inte vidare     | Gick inte vidare     | Gick inte vidare     | Gick inte vidare |
| Dalia Contreras | Damernas −49 kg  | Gülec (GER) W 4–2    | Craig (USA) W 3–2    | Puedpong (THA) L 2–2 SUP | Bye                  | Alango (KEN) W 2–0   | Gick inte vidare     | 3                |
| Adriana Carmona | Damernas +67 kg  | Chen Z (CHN) L 1–3   | Gick inte vidare     | Gick inte vidare         | Gick inte vidare     | Gick inte vidare     | Gick inte vidare     | Gick inte vidare |

## Tennis
| Spelare          | Gren      | Omgång 1                     | Omgång 2          | Åttondelsfinaler  | Kvartsfinaler     | Semifinaler       | Final / BM        | Final / BM       |
| Spelare          | Gren      | Motståndare Poäng            | Motståndare Poäng | Motståndare Poäng | Motståndare Poäng | Motståndare Poäng | Motståndare Poäng | Placering        |
| ---------------- | --------- | ---------------------------- | ----------------- | ----------------- | ----------------- | ----------------- | ----------------- | ---------------- |
| Milagros Sequera | Damsingel | Bondarenko (UKR) L 3–6, 0–1r | Gick inte vidare  | Gick inte vidare  | Gick inte vidare  | Gick inte vidare  | Gick inte vidare  | Gick inte vidare |

## Tyngdlyftning
- Huvudartikel: Tyngdlyftning vid olympiska sommarspelen 2008

## Vattenpolo
- Huvudartikel: Vattenpolo vid olympiska sommarspelen 2008

## Volleyboll
- Huvudartikel: Volleyboll vid olympiska sommarspelen 2008